# فراس الغامدي
فراس الغامدي، لاعب كرة قدم سعودي، يلعب في النادي العربي معار من النادي الأهلي.

## مسيرة اللاعب
بدأ اللاعب في الفئات السنية في النادي الأهلي و وصل للفريق الأول في عام 2018 و انضم لبرنامج الابتعاث السعودي لكرة القدم 2019 مع مجموعة من اللاعبين للابتعاث الخارجي لاكتساب الخبرات و المشاركة أمام فرق من مختلف الدرجات في إسبانيا وغيرها من الدول الأوروبية. و خاض تجربة ميدانية مع خيمناستيك طركونة في صيف 2020.  وعاد بعدها إلى النادي الأهلي وأعير إلى نادي الرائد في عام 2023 وإلى النادي العربي في عام 2024.